# Santorio Santorio

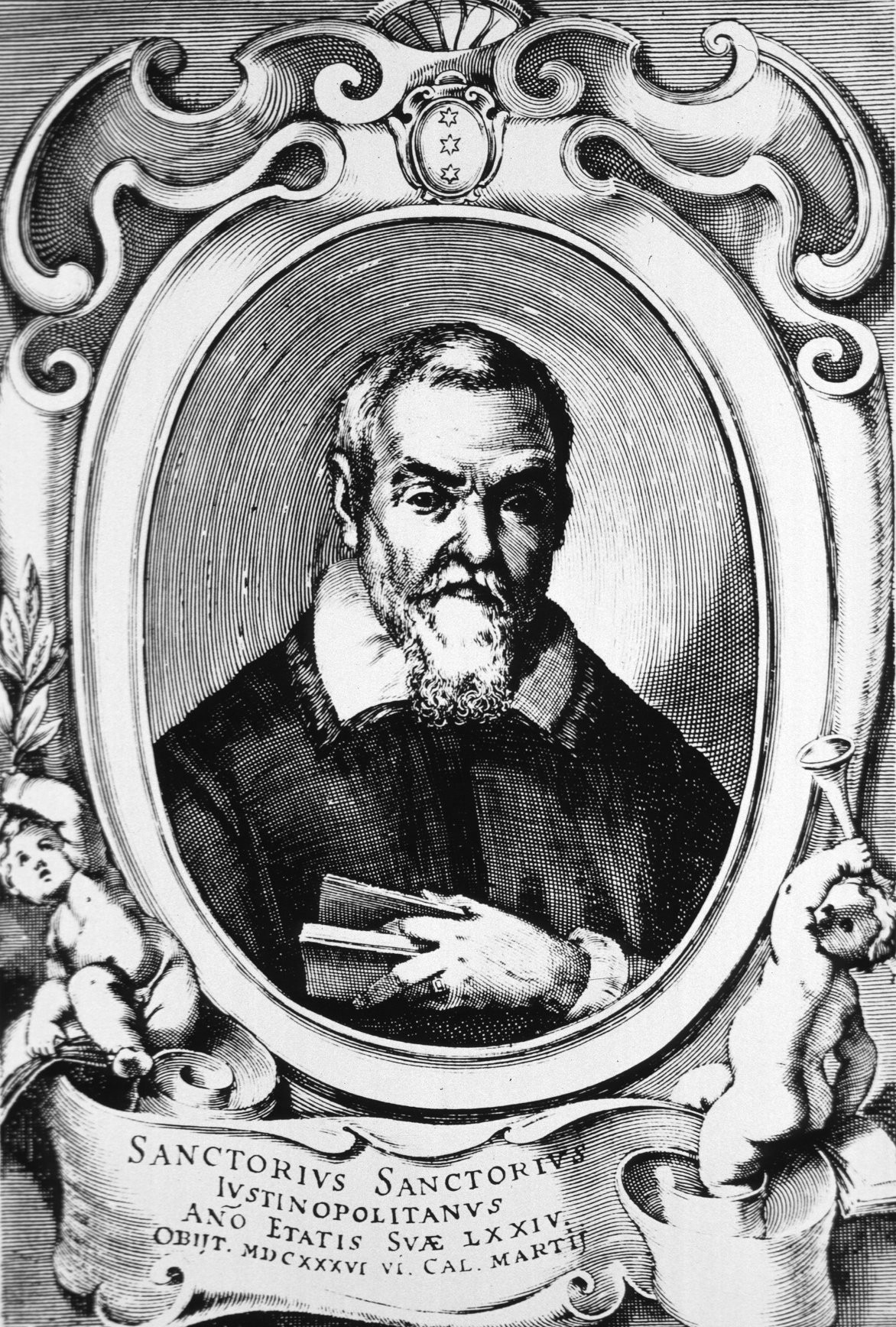
Santorio Santorio

Santorio Santorio (n. Capodistria, azi Slovenia 29 martie, 1561 – d. Veneția 22 februarie 1636), numit și Santorio Santorii sau Sanctorius de Padova a fost medic, fiziolog și profesor italian, celebru datorită faptului că a realizat primele studii în domeniul metabolismului.

## Biografie
Santorio s-a născut la Capodistria (Koper) într-o familie de nobili. A studiat în orașul natal, apoi la Veneția iar, în 1575, intră la Universitatea din Padova unde, 7 ani mai târziu, obține doctoratul.
În perioada 1587 - 1599, Santorio este medicul personal al unui nobil din Croația.
În 1599 începe să practice medicina la Veneția. Aici intră în cercul unor mari savanți ai epocii, din care făcea parte și Galileo Galilei.
În 1611 preia catedra de medicină teoretică la Universitatea din Padova, unde rămâne până la retragerea sa în 1624. Ultimii ani din viață îi petrece la Veneția.

## Contribuții
În modul de tratare a pacienților, Santorio nu se îndepărtează de linia trasată de Hippocrate și Galenus, bazată pe teoria umorală. Totuși, ca metodă de investigație și cercetare, Santorio promovează experimentul. În acest scop, propune și inventează o serie de dispozitive și aparate de măsură, dovedind o deosebită ingeniozitate. Astfel, alături de Galilei, numele său este legat de inventarea termometrului.
Dar cel mai celebru experiment al său constă în măsurarea evoluției greutății corporale în urma proceselor metabolice.

### Scrieri
- De Statica Medicina, unde descrie experimentele sale.